# Pedro Parraga
Pedro Parraga Hernández, né à Madrid (Espagne) le 5 novembre 1818, mort le 15 octobre 1859, était un matador espagnol.

## Présentation
Il commence sa carrière comme banderillero dans les cuadrillas de Manuel Lucas Blanco, Leoncillo, Roque Miranda et « El Morenillo ». C’est ce dernier qui l’encourage à devenir matador. Il alterne à Madrid pour la première fois comme matador de taureaux, sans « cession de trastos » (c’est-à-dire qu’il n’y eut pas de cérémonie d’alternative), le 28 décembre 1845, en compagnie de « Noteveas » et « El Salamanquíno » (Julián Casas del Guijo), face à des taureaux des ganaderías de Pedro Nautet et de Martínez Enrile.
Le 12 octobre 1859 à Toro (province de Zamora), il fut renversé par un taureau de la ganadería de Zalduendo alors qu’il faisait un quite à un peón. Il ne souffrit d’aucune blessure à proprement parler, mais subit un important traumatisme. Après deux jours passés à l’hôpital de Toro, il décida, contre l’avis des médecins de se joindre à ses compagnons pour retourner à Madrid. Il rendit l’âme le lendemain, dans la diligence de Madrid.